# Sàlzer
Sàlzer es una entidad de población española del municipio de Odén, perteneciente a la provincia de Lérida, en la comunidad autónoma de Cataluña.

## Toponimia
El lugar puede aparecer referido con las grafías «Sàlzer», «Salse» y «Salis».

## Historia
Hacia mediados del siglo XIX, el lugar pertenecía al ayuntamiento de Mora Condal y Salis, que por entonces tenía contabilizada una población total de veintinueve habitantes. El municipio desapareció de cara al censo de 1857 y su territorio pasó a formar parte del de Odén. En 2022, la entidad singular de población tenía empadronada una única habitante.